# توني قالوبا
توني قالوبا (بالفرنسية: Tony Gallopin)‏ مواليد 24 مايو 1988 في إيل دو فرانس، فرنسا، هو دراج فرنسي في صنف سباق الدراجات على الطريق. شارك في دورة الألعاب الأولمبية الصيفية.

## سباقات أو مراحل فاز بها
| التاريخ        | السباق                                                      | المركز                                                                    |
| -------------- | ----------------------------------------------------------- | ------------------------------------------------------------------------- |
| 01 يناير 2006  | 2006 UCI Road World Championships – Junior men's road race  |                                                                           |
| 01 يناير 2006  | 2006 UCI Road World Championships – Junior men's time trial |                                                                           |
| 13 يوليو 2006  | 2006 European Road Cycling Championships Men U19 ITT        |                                                                           |
| 12 أغسطس 2009  | طواف أين 2009                                               | التاسع في تصنيف أفضل شاب                                                  |
| 14 أغسطس 2010  | طواف أين 2010                                               | العاشر في التصنيف العام، الثالث في تصنيف أفضل شاب، الخامس في تصنيف النقاط |
| 01 يناير 2011  | كأس فرنسا لركوب الدراجات على الطريق 2011                    | الأول في تصنيف أفضل شاب، الأول في تصنيف النقاط                            |
| 20 مارس 2011   | شوليه باي دي لوار 2011                                      | الثاني في التصنيف العام                                                   |
| 01 أبريل 2011  | روت أديلي 2011                                              | العاشر في التصنيف العام                                                   |
| 03 أبريل 2011  | Flèche d'Emeraude 2011                                      | الأول في التصنيف العام                                                    |
| 05 يونيو 2011  | طواف لوكسمبورغ 2011                                         |                                                                           |
| 31 يوليو 2011  | بولينورماند 2011                                            | السادس في التصنيف العام                                                   |
| 19 فبراير 2012 | طواف عمان 2012                                              |                                                                           |
| 01 يناير 2013  | بطولة سباق الطرق الفرنسية 2013                              |                                                                           |
| 27 يوليو 2013  | طواف سان سيباستيان 2013                                     | الأول في التصنيف العام                                                    |
| 16 أبريل 2014  | برابانتس بييل 2014                                          |                                                                           |
| 17 سبتمبر 2014 | جي بي دي والوني 2014                                        |                                                                           |
| 01 يناير 2015  | بطولة سباق الطرق الفرنسية 2015                              |                                                                           |
| 08 فبراير 2015 | نجم بسجس 2015                                               |                                                                           |
| 23 يونيو 2016  | بطولة فرنسا لسباق الدراجات ضد الزمن 2016                    |                                                                           |
| 26 يونيو 2016  | بطولة سباق الطرق الفرنسية 2016                              |                                                                           |
| 14 سبتمبر 2016 | جي بي دي والوني 2016                                        | الأول في التصنيف العام                                                    |
| 04 فبراير 2018 | نجم بسجس 2018                                               | الأول في التصنيف العام                                                    |

## روابط خارجية
- توني قالوبا على موقع الاتحاد الدولي للدراجات (الإنجليزية)
- توني قالوبا على موقع أرشيف الدراجات (الإنجليزية)
- توني قالوبا على موقع إحصائيات الدراجات الإحترافية (الإنجليزية)
- توني قالوبا على موقع نسبة الدراجات (الإنجليزية)
- توني قالوبا على موقع CycleBase (الإنجليزية)
- توني قالوبا على موقع أوليمبيديا (الإنجليزية)
- توني قالوبا على موقع اللجنة الأولمبية الفرنسية (مؤرشف) (الفرنسية)

- توني قالوبا على موقع الاتحاد الدولي للدراجات (الإنجليزية)
- توني قالوبا على موقع أرشيف الدراجات (الإنجليزية)
- توني قالوبا على موقع إحصائيات الدراجات الإحترافية (الإنجليزية)
- توني قالوبا على موقع نسبة الدراجات (الإنجليزية)
- توني قالوبا على موقع CycleBase (الإنجليزية)
- توني قالوبا على موقع أوليمبيديا (الإنجليزية)
- توني قالوبا على موقع اللجنة الأولمبية الفرنسية (مؤرشف) (الفرنسية)